# Joltai
Joltai (en rumano: Joltai; en gagauzo: Coltay) es una comuna y pueblo de la unidad territorial autónoma de Gagaúzia, al sur de Moldavia.

## Toponimia
El nombre del asentamiento en otros idiomas de importancia en el asentamiento es Yoltay (en ruso: Джолтай; en búlgaro: Джолтай) o Zholtay (en ucraniano: Жолтай).

## Geografía
Joltai se encuentra a 17 km al norte de Ceadir-Lungi.

## Historia
El pueblo fue fundado por inmigrantes gagaúzos de los Balcanes. Según Konstantin Irechek, en el siglo XIX el pueblo estaba habitado por colonos búlgaros de Besarabia.

## Demografía
La evolución de la población de Joltai entre 2004 y 2014 fue la siguiente:
| 2278                         | 2300 | 1893 |
| (Fuente: Localitati Moldova) |      |      |

Según el censo de 2004, los gagáuzos representaban el 96% de los habitantes; y los ucranianos, el 1,01%.